# Manettia cinchonarum
Manettia cinchonarum é uma espécie de dicotiledónea pertencente à família Rubiaceae, descrita em 1964.